# Janetto von Taxis

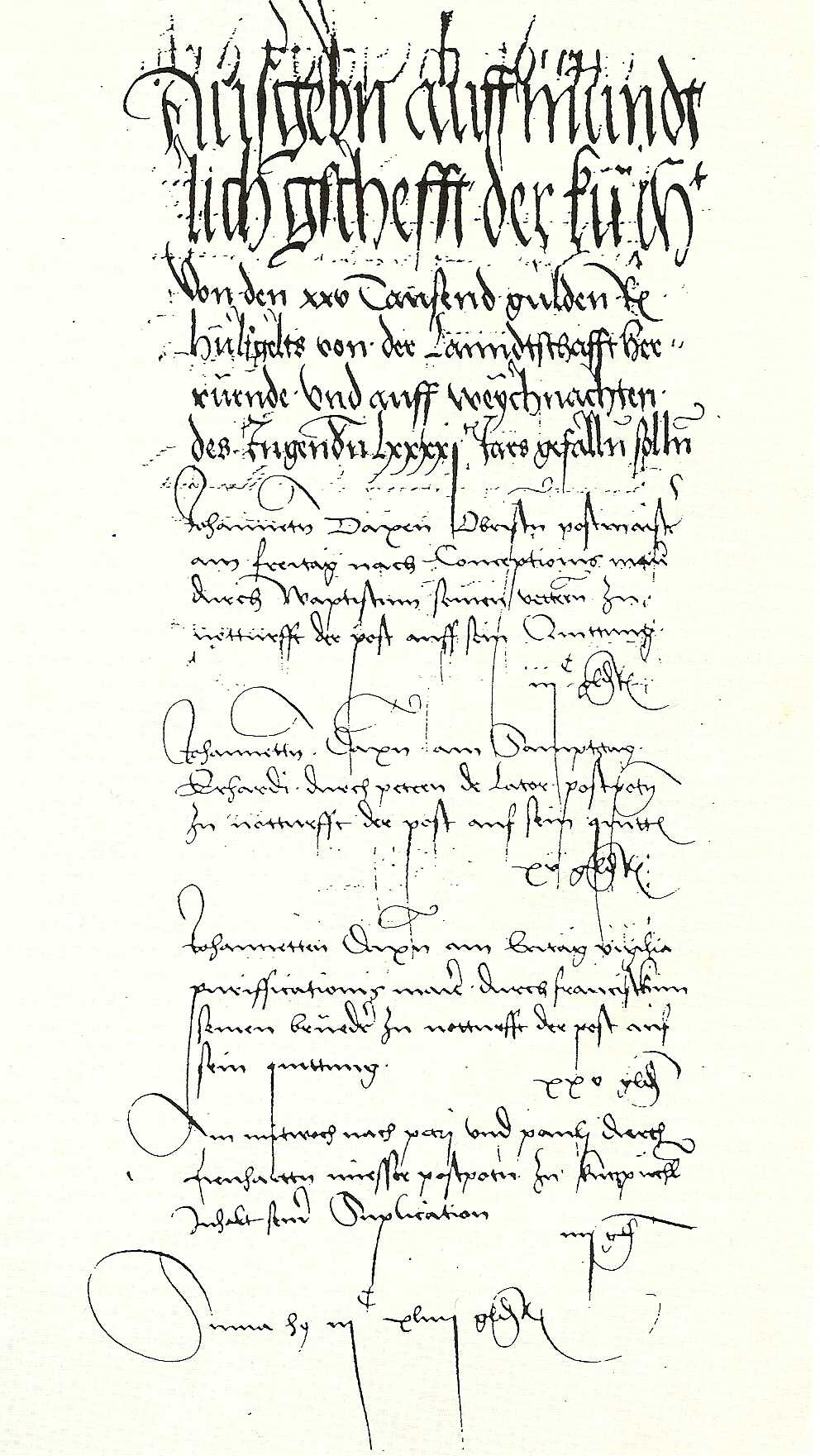
Postalische Eintragung in den Innsbrucker Raitbüchern 1489 mit Nennung Janettos von Taxis

Janetto von Taxis (* um 1450 in Cornello bei Bergamo; † 1517 oder 1518 in Pisino/Istrien) auch Johann Daxen, Jenne de Tasche oder Janetto de Tassis genannt, entstammte der italienischen Kurierfamilie Taxis, die in venezianischen und päpstlichen Diensten stand. 
Nach der Übernahme Tirols durch den deutschen König Maximilian I. im Jahre 1490 trat Janetto von Taxis in den Dienst Maximilians, um für diesen Post- (Felleisen)- und Kurierrouten nach Italien, Frankreich und in die Burgundischen Niederlande aufzubauen. Noch im März desselben Jahres holte er seinen Bruder Franz und seinen Neffen Johann Baptista nach. Von 1490 bis 1506 stand Janetto als Kuriermeister in Diensten Maximilians, bevor er sich auf seine Besitztümer in Istrien zurückzog. Janetto war mit einer Magdalena, deren Herkunft unbekannt ist, verheiratet. Er hatte keine legitimen männlichen Nachkommen, aber eine eheliche Tochter namens Catharina, die später den Augsburger Postmeister Anton von Taxis heiratete.

## Tätigkeiten
Janetto de Tassis war seit dem Eintritt in den Dienst Maximilians procuratore generale della famiglia e società di Tassi, was so viel wie Familienoberhaupt bedeutete.
Die erste Erwähnung Janettos und der Post befindet sich in den Tiroler Raitbüchern (Innsbrucker Rechnungsbüchern) des Jahres 1489 mit dem Datum vom Freitag nach dem 8. Dezember:
Johannetn Daxen Obristen postmaister am Freitag nach Conceptionis  Mariae
durch Waptistum (=Johann Baptista) seinen Vettern (=Neffen)
zu notturft der post:auff sein Quittung 300 Gulden.
Die angegebene Datierung wird von den meisten Postgeschichtlern, so auch von Behringer mit verschiedenen chronologischen Argumenten bestritten, vor allem deshalb, weil Maximilian I. erst im März 1490 Tirol übernahm.
Nach den Raitbüchern gingen bis Anfang 1492 die meisten Zahlungen für die Post an Janetto, danach stellte die Innsbrucker Hofkammer die Zahlungen ein. 1492 erhielt Janetto in Augsburg eine Ausgleichszahlung durch die Fugger. Ab 1493/4 bis 1498 war Janetto fast nur noch als Kuriermeister, also leitender Organisator im Kurierwesen tätig. Die Felleisenstafetten von Innsbruck zu den verschiedenen Hofhaltungen im Reich dagegen wurden bis Mai 1499 durch Sebastian Meurl betreut. Nur die von Ludovico Sforza aus Mailand bezahlten Stafetten nach Innsbruck und zu den Reichstagen wurden weiterhin von Janetto organisiert. Da es erneute Zahlungsschwierigkeiten gab, verpfändete Maximilian zwischen 1494 und 1498 Mauteinnahmen an seinen Kuriermeister Janetto.

## Der Rückzug ins Privatleben
Im Jahre 1504 verlieh Maximilian I. ein Schloss und Ländereien in Istrien an Janetto, um ausstehende Verbindlichkeiten zu bezahlen. Zunächst übernahm Janettos Neffe Johann Baptista die Verwaltung dieser Besitztümer in Rachele und Barban.
Durch Vermittlung von Janetto wurde Gabriel von Taxis im Jahre 1504 Leiter der Innsbrucker Post. Dieser arbeitete zunächst ausschließlich für den Burgundischen Postmeister Franz von Taxis in Mechelen, organisierte aber ab 1505 erste Felleisen-Postkurse für Maximilian, die Janetto finanzierte. Janetto zog sich von nun ab allmählich aus dem Post- und Kuriergeschäft zurück. Am 29. März 1505 beauftragte Maximilian Janetto in Hagenau, wegen Verhandlungen mit dem ungarischen König eine Felleisenlinie zwischen Innsbruck, Wien und Ofen einzurichten. Lt. Kalmus erfolgte der Transport auf dem Interimskurs Wien-Ofen mit offenen Roll- (Gutschi)wagen. Am 27. November 1506 wurde Janetto letztmals für Maximilian tätig, als er eine Felleisenroute von Konstanz nach Mechelen für 1363 Gulden finanzierte. 
Danach zog sich Janetto auf sein Schloss in Istrien zurück. Maximilian verlangte dafür die Rückkehr von Johann Baptista und machte ihn zu seinem neuen Kuriermeister.

## In Ungnade
Nachdem sich Maximilian am 4. Februar 1508 in Trient mit Einwilligung des Papstes zum Kaiser mit dem Titel „Erwählter Römischer Kaiser“ ernannt hatte, entbrannte ein achtjähriger Kampf um Oberitalien. Der Hauptgegner war Venedig. 
Am 2. März 1508 erlitt das Reichsheer unter Maximilian eine Niederlage. Die Venezianer eroberten Görz, Triest, Istrien und Fiume und bedrohten Tirol und Kärnten.
Dabei geriet Janetto de Tassis zwischen die Fronten. Nachdem die Venezianer im März 1508 Istrien erobert und Janettos Besitz beschlagnahmt hatten, nahm er Partei für Venedig, um seine Ländereien zu retten. In einem Gesuch an die Signoria in Venedig behauptete er, seit 20 Jahren im Dienst der Habsburger gestanden zu haben und bat um Rückgabe seiner istrischen Güter. 
Bei der Rückeroberung von Istrien ließ ihn Maximilian als Überläufer gefangen nehmen, und Janetto blieb bis zu seinem Tod in Pisano inhaftiert. Über das Todesdatum finden sich unterschiedliche Angaben in der Literatur. Sicher ist nur, dass Janetto im Jahre 1515 sein Testament verfasste. Vermutlich starb er zwei Jahre später, jedenfalls vor dem 8. September 1518.
Erst 1524 erhielten die Erben Janettos auf Empfehlung Karls V. das Verfügungsrecht über Janettos Besitztümer von Venedig zurück.

## Nachtrag
Treppenwitz der Geschichte: Als Franz von Taxis mitsamt seinen Brüdern im Jahre 1512 den einfachen Adelsbrief erhielt, wurde damit auch der inhaftierte Bruder Janetto geadelt, weil er nicht ausdrücklich ausgeschlossen war. Dies war sicher nicht in Maximilians Sinn.